# Grove City, Florida
Grove City är en så kallad census-designated place i Charlotte County i Florida. Vid 2020 års folkräkning hade Grove City 2 174 invånare.